# Janvier 1997

## Événements
- Pendant des semaines, des centaines de milliers de Yougoslaves protestent contre la fraude électorale pratiquée par Slobodan Milošević durant les élections municipales.

- 1er janvier : déclenchement de l'opération Northern Watch contre l'Irak.

- 8 janvier : Ramzi Yousef, cerveau de l'attentat de 1993 contre le World Trade Center, est condamné à la prison à vie.

- 9 janvier : en Suisse, un Concordat intercantonal, dont l'entrée en vigueur est prévue en mai 1999, signé entre les cantons de Fribourg, Genève, Jura, Neuchâtel, Valais et Vaud, crée une Haute école spécialisée de Suisse occidentale (HES-SO).

- 15 janvier : accord de Washington entre Palestiniens et Israéliens sur la ville d'Hébron avec la médiation de Hussein de Jordanie[1]. Impasse dans les négociations israélo-palestiniennes.

- 19 janvier : Yasser Arafat entre à Hébron. L’armée israélienne évacue les deux tiers de la ville. Sur la question de l’autonomie palestinienne, Israël ne propose que des retraits minimes inférieur aux engagements pris par Rabin.

- 20 janvier : 
  - discours inaugural de Bill Clinton à l'aube de son second mandat à la présidence des États-Unis[2]. Lors de ce discours d’investiture, Bill Clinton prône « une nouvelle gouvernance pour un nouveau siècle ».
  - fondation du Quartier général du renseignement de défense (情報本部, Jōhōhonbu) au Japon.

- 22 janvier : Piero Liatti (Italie) enlève le Rallye automobile Monte-Carlo.

- 27 janvier : élection d'un président modéré en Tchétchénie : Aslan Maskhadov

## Naissances
- 1er janvier : Abdalelah Haroun, athlète soudanais naturalisé qatarien († 26 juin 2021).
- 4 janvier : Gino Mäder, coureur cycliste suisse († 16 juin 2023).
- 6 janvier : Luv Resval, rappeur français († 21 octobre 2022).
- 14 janvier : Francesco Bagnaia, pilote de moto italien.
- 19 janvier : Mercianne Hendo, joueuse de handball congolaise.
- 22 janvier : Clément Dhainaut, athlète français.
- 23 janvier : Steven Da Costa, karatéka français.